# Estació de Trinitat Vella
Trinitat Vella és una estació de la L1 del Metro de Barcelona situada sota el Nus de la Trinitat a tocar del Parc Nou de la Trinitat al districte de Sant Andreu de Barcelona i es va inaugurar el 1983. Posteriorment al 1992 l'estació va ser reconstruïda a causa de la construcció de la Ronda de Dalt.
| Metro de Barcelona                 |                |       |               |                        |
| Procedència/Destinació             | <              | Línia | >             | Procedència/Destinació |
| Hospital de Bellvitge              | Torras i Bages |       | Baró de Viver | Fondo                  |
| Projectat                          |                |       |               |                        |
| Sant Feliu                         | Trinitat Nova  |       | terminal      | terminal               |
| Font perllongament: PDI 2009-2018. |                |       |               |                        |